# Тартрат олова(II)
Тартрат олова(II) — неорганическое соединение,
соль олова и винной кислоты
с формулой SnC4H4O6,
бесцветные кристаллы,
растворяется в воде.

## Получение
- Действие винной кислоты на оксид олова(II):

{\displaystyle {\mathsf {SnO+C_{4}H_{6}O_{6}\ {\xrightarrow {}}\ SnC_{4}H_{4}O_{6}+H_{2}O}}}

## Физические свойства
Тартрат олова(II) образует бесцветные кристаллы.
Растворяется в воде.

## Применение
- Антиоксидант.
- Антисептик в текстильной промышленности.